# Greccy posłowie do Parlamentu Europejskiego 2004–2009
Greccy posłowie VI kadencji do Parlamentu Europejskiego zostali wybrani w wyborach przeprowadzonych 13 czerwca 2004. Pod koniec kadencji jeden mandat przypadający Ludowemu Zgromadzeniu Prawosławnemu pozostał nieobsadzony.

## Lista posłów
Wybrani z listy Nowej Demokracji
- Emanuil Angelakas, poseł do PE od 1 października 2007
- Jorgos Dimitrakopulos
- Joanis Glawakis
- Rodi Kratsa-Tsangaropulu
- Manolis Mawromatis
- Maria Panajotopulu-Kasiotu
- Jeorjos Papastamkos
- Margaritis Schinas, poseł do PE od 1 października 2007
- Andonios Trakatelis
- Nikos Wakalis
- Joanis Warwitsiotis

Wybrani z listy Panhelleńskiego Ruchu Socjalistycznego
- Stawros Arnautakis
- Katerina Badzeli
- Kostas Botopulos, poseł do PE od 1 października 2007
- Maria Eleni Kopa, poseł do PE od 1 października 2007
- Stawros Lambrinidis
- Maria Matsuka
- Ani Podimata, poseł do PE od 1 października 2007
- Ewangelia Dzambazi

Wybrani z listy Komunistycznej Partii Grecji
- Konstandinos Drutsas, poseł do PE od 3 czerwca 2008
- Atanasios Pafilis
- Jeorjos Tusas

Wybrany z listy Sinaspismos
- Dimitrios Papadimulis

Byli posłowie VI kadencji do PE
- Konstandinos Chadzidakis (wybrany z listy ND), do 18 września 2007, zrzeczenie
- Panajotis Beglitis (wybrany z listy PASOK), do 25 września 2007, zrzeczenie
- Jeorjos Jeorjiu (wybrany z listy LAOS), poseł do PE od 1 października 2007 do 6 lipca 2009, zrzeczenie
- Jeorjos Karadzaferis (wybrany z listy LAOS), do 25 września 2007, zrzeczenie
- Diamando Manolaku (wybrany z listy KKE), do 19 maja 2008, zrzeczenie
- Andonis Samaras (wybrany z listy ND), do 25 września 2007, zrzeczenie
- Nikolaos Sifunakis (wybrany z listy PASOK), do 25 września 2007, zrzeczenie
- Mariliza Ksenojanakopulu (wybrana z listy PASOK), do 25 września 2007, zrzeczenie